# Адміністративно-територіальний устрій

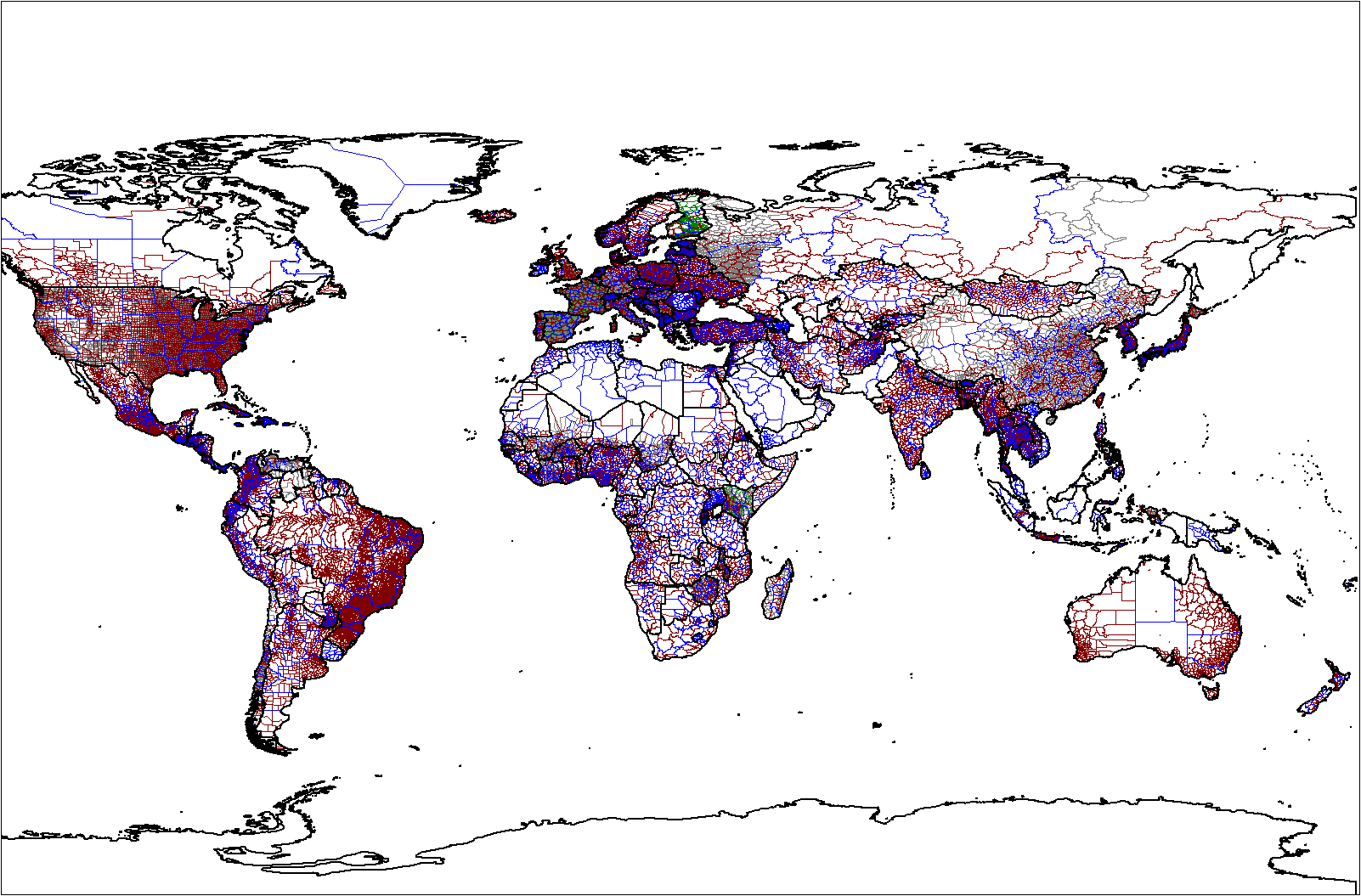
Територіальний устрій країн світу

Адміністрати́вно-територіа́льний у́стрій (адміністративний поділ) — поділ території країни на окремі частини — адміністративно-територіальні одиниці (губернії, провінції, області, округи, повіти), залежно від якого створюються і діють органи державної влади та місцевого самоврядування.
1) Форма державного устрою, тобто спосіб територіальної організації держави, який характеризується певною формою конституційно-правових відносин між державою в цілому та її складовими частинами, виявляється в особливостях правового статусу адміністративних одиниць та розподілу владних повноважень між центральними і місцевими органами влади.
2) Передбачена законами територіальна організація держави з метою забезпечення оптимального вирішення завдань та здійснення функцій суспільства і держави. Здійснюється, як правило, шляхом поділу території держави на частини — територіальні одиниці, які є просторовою основою для утворення та діяльності відповідних органів державної влади та органів місцевого самоврядування.

## Значення
Інститутом, що регулює територіальну організацію суспільства і взаємодію його територіальних частин, є адміністративно-територіальний поділ.

## Адміністративно-територіальна одиниця
Адміністративно-територіальна одиниця — частина території країни, що має місцеву адміністрацію — управління.

#### Світські
- Королівство / Велике князівство / Республіка
- Край / Земля / Князівство / Герцогство / Регіон / Штат / Генерал-губернаторство
- Графство / Воєводство / Намісництво / Департамент
- Губернія / Провінція / Префектура / Кантон / Полк
- Район / Муніципалітет / Повіт / Ґміна / Сотня
- Волость / Область / Автономна область
- Округа / Округ / Район

### Універсальні
- Місто
- Міський район
- Містечко / Селище міського типу
- Село
- Селище / Станиця / Хутір

### За країною

#### Україна
Адміністративно-територіальна одиниця в Україні — це компактна частина єдиної території України, що є просторовою основою для організації і діяльності органів державної влади та органів місцевого самоврядування.
В Україні є такі адміністрати́вно-територіальні одиниці:
- Область/Автономна Республіка Крим
- Район
- Територіальна громада
- Старостинський округ
- Місто
- Район у місті
- Селище
- Село

Окремо враховуються селища міського типу та території територіальних громад, які не є юридично АТО.

#### Японія
- префектура
  - столична префектура (都, то)
  - крайова префектура або край (道, до)
  - особлива префектура (符, фу)
  - звичайна префектура (県, кен)
- повіт (郡, ґун)
- місто (市, сі)
- міський район (区, ку)
- містечко (町, маті • тьо)
- село (村, мура)

### Італія
Докладніше: Адміністративний поділ Італії
- Регіон (Regione)
- Провінція (Provincia)
- Комуна (Comune)